# ミニチュア・ブルドッグ

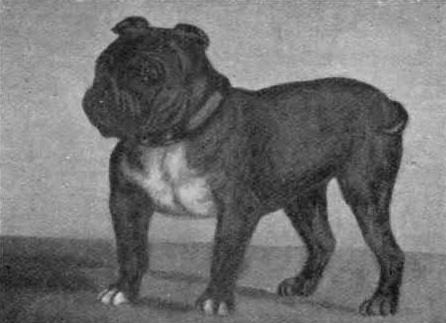
ミニチュア・ブルドッグ

ミニチュア・ブルドッグ（英：Miniature Bulldog）とは、イギリスのイングランド原産の絶滅された愛玩用犬種である。旧称はトイ・ブルドッグ（英：Toy Bulldog）。

## 歴史
1835年にイギリスで闘犬が禁止され、それを受けて作出された犬種である。オールド・イングリッシュ・ブルドッグ（イングリッシュ・ブルドッグの原種）はもともと闘犬（牛いじめや熊いじめ）をすることのみに使われてきたが、それによって唯一の仕事を失ってしまった。そこでオールド・イングリッシュ・ブルドッグはペットや番犬などとして飼われるようになったのではあるが、一部の犬は愛玩犬として専門に飼育することが出来るように改良された。標準サイズよりも小さいオールド・イングリッシュ・ブルドッグを集めて交配し小型化させ、性格もより穏やかになるように改良を加えてミニチュア版が作出された。これが本種ミニチュア・ブルドッグである。
人気は時代により上下を続け、1850年代にはフランスに輸出された。然し、このことがミニチュア・ブルドッグの運命を断たせてしまう結果を招いた。そのころイギリスではミニチュア・ブルドッグの人気が復活し、貴族から庶民まで広い階級の間で飼育され隆盛を極めていたが、フランスからフレンチ・ブルドッグが輸入されるようになると本種の人気は完全に奪われてしまった。実はフレンチ・ブルドッグはかつて輸出されたミニチュア・ブルドッグをもとに作出された犬種で、本種にはないコウモリ耳という珍しい特徴を持っていたため人気が出て、完全に取って代わられてしまったのである。その後本種の愛好家は科学的な証拠を示してこちらの方がフレンチ・ブルドッグよりも健全な犬種であると主張したものの人気は回復せず、1930年代に絶滅してしまった。
近年ミニチュア・ブルドッグの良さが見直され、フレンチ・ブルドッグにボクサーやオールディ・イングリッシュ・ブルドッグス、ブルマスティフなどを交配させて再開発・復元が行われている。まだ開発は始まったばかりで、複数のブリーダーがそれぞれ微妙に異なったブリーディング計画を立てているためどのような犬種になるのかはっきりしないが、あと5～10年すれば再生版が出来るのではないかといわれている。
ちなみにミニチュア・ブルドッグは現在よく知られているイングリッシュ・ブルドッグ（ブルドッグ）の小型版ではない。イングリッシュ・ブルドッグはおよそ100年前にオールド・イングリッシュ・ブルドッグをショー用に加工して作出された愛玩犬種であり、ミニチュア・ブルドッグの弟にあたる犬種である。

## 特徴
オールド・イングリッシュ・ブルドッグをそのまま小型化した姿をしていて、容姿はイングリッシュ・ブルドッグとは大きく異なり、ほとんど似ていない。マズルはつぶれていないが短めで太く、頭部にはほんの少ししわが寄っている。耳は折れ耳（ローズ耳）で、首と脚は長い。筋肉質の体つきで、皮膚は引っ張るとよく伸びるがあまりたるんでいない。コートは硬めのスムースコートで、毛色の制限は特に無い。尾は垂れ尾だが、短めに断尾することもあった。小型犬サイズで、性格は温厚で忍耐強く、体力があり忠実。かかりやすい病気は特に無いが、サイズが特に小さい犬は難産を起こしやすいといわれていた。

## 参考
- 『デズモンド・モリスの犬種事典』デズモンド・モリス著書、福山英也、大木卓訳 誠文堂新光社、2007年